# Суммирование по Эвальду
Суммирование по Эвальду — метод вычисления энергии взаимодействия периодических систем (например, кристаллов), в частности, энергии электростатического взаимодействия.
Суммирование по Эвальду является особым случаем формулы суммирования Пуассона, в которой суммирование энергий взаимодействия в реальном пространстве заменяется на эквивалентное суммирование в пространстве Фурье.
Преимуществом этого подхода является быстрая сходимость суммирования в пространстве Фурье (по сравнению с эквивалентным суммированием в реальном пространстве) в том случае, если реальные взаимодействия являются дальнодействующими. Поскольку энергия электростатического взаимодействия включает и короткодействующие, и дальнодействующие компоненты, наиболее эффективным является разделение потенциала взаимодействия на слагаемое, отвечающее короткодействующему взаимодействию (суммируется в реальном пространстве), и слагаемое, отвечающее дальнодействующему взаимодействию (суммируется в пространстве Фурье).